# Acker-Hundskamille
Die Acker-Hundskamille (Anthemis arvensis) ist eine Pflanzenart innerhalb der Familie der Korbblütler (Asteraceae).

## Beschreibung

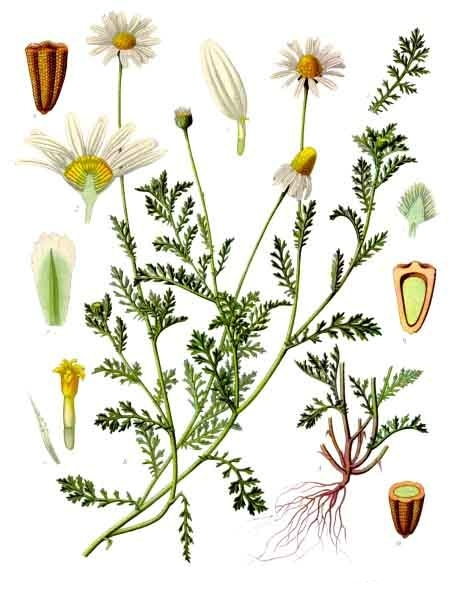
Illustration aus Köhler’s Medizinalpflanzen

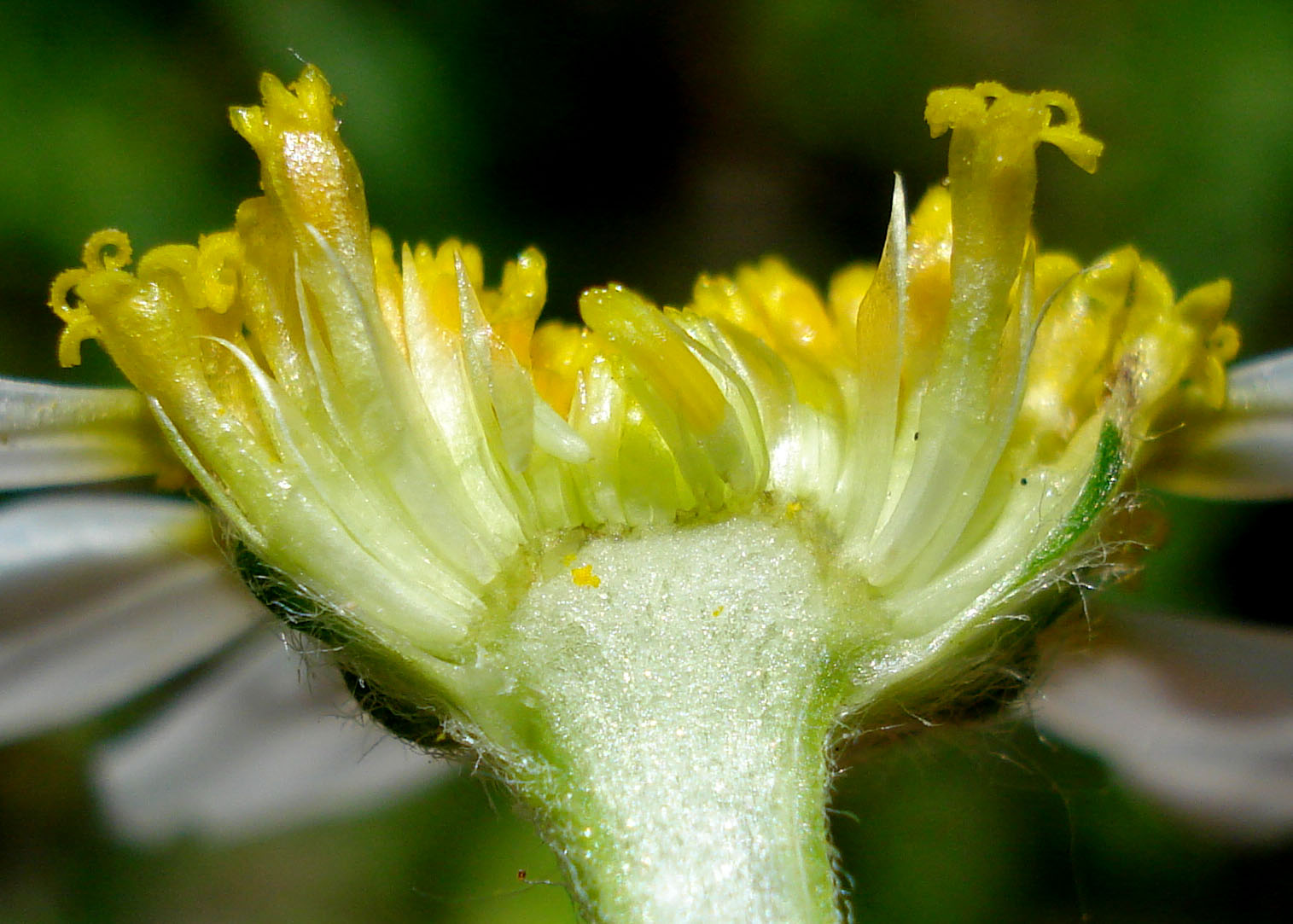
Querschnitt durch das Blütenkörbchen mit dem markhaltigen Körbchenboden und Zungen- sowie Röhrenblüten

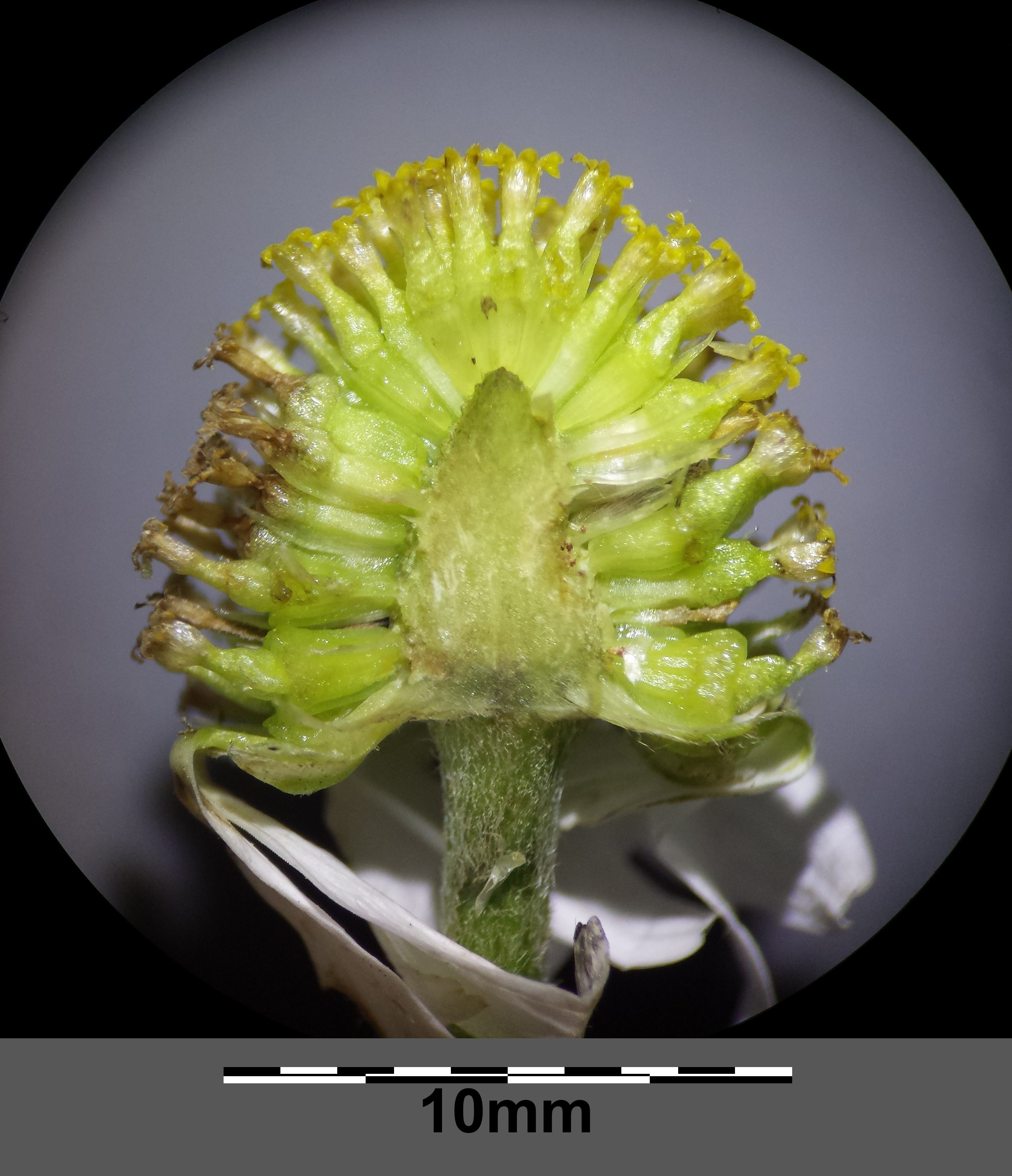
Der Korbboden ist schmal-kegelig bis walzlich.

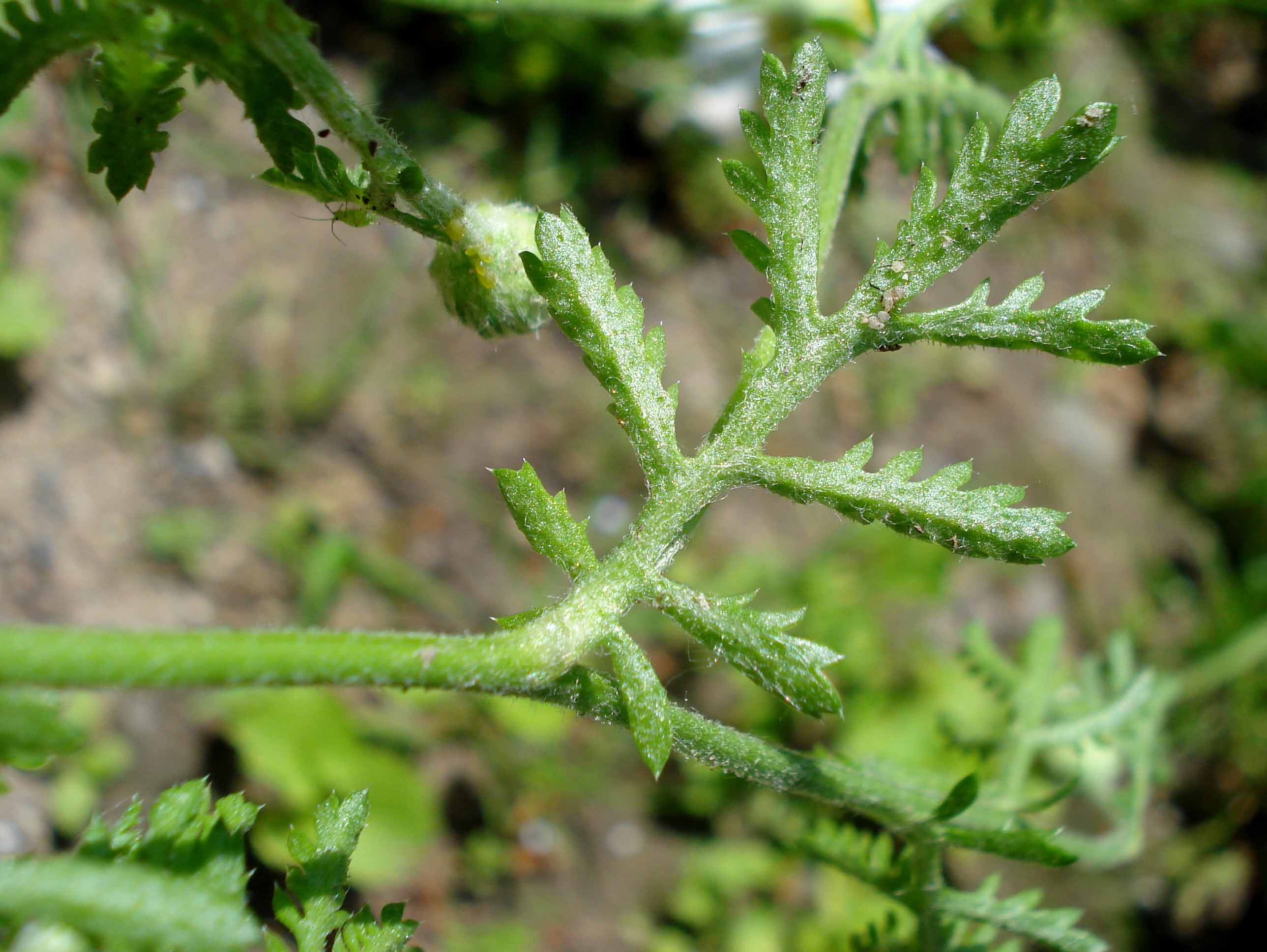
Gefiedertes Laubblatt

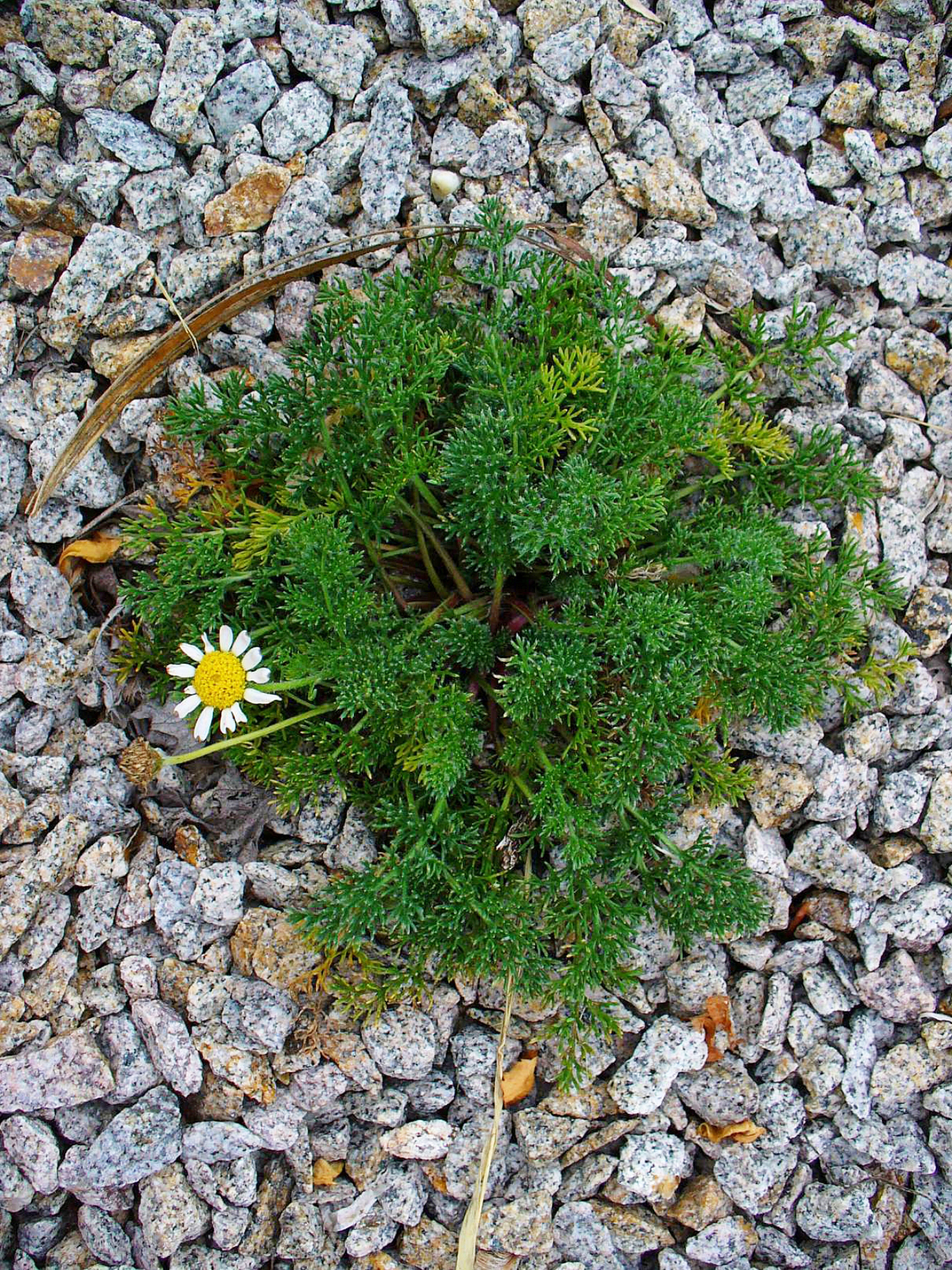
Habitus

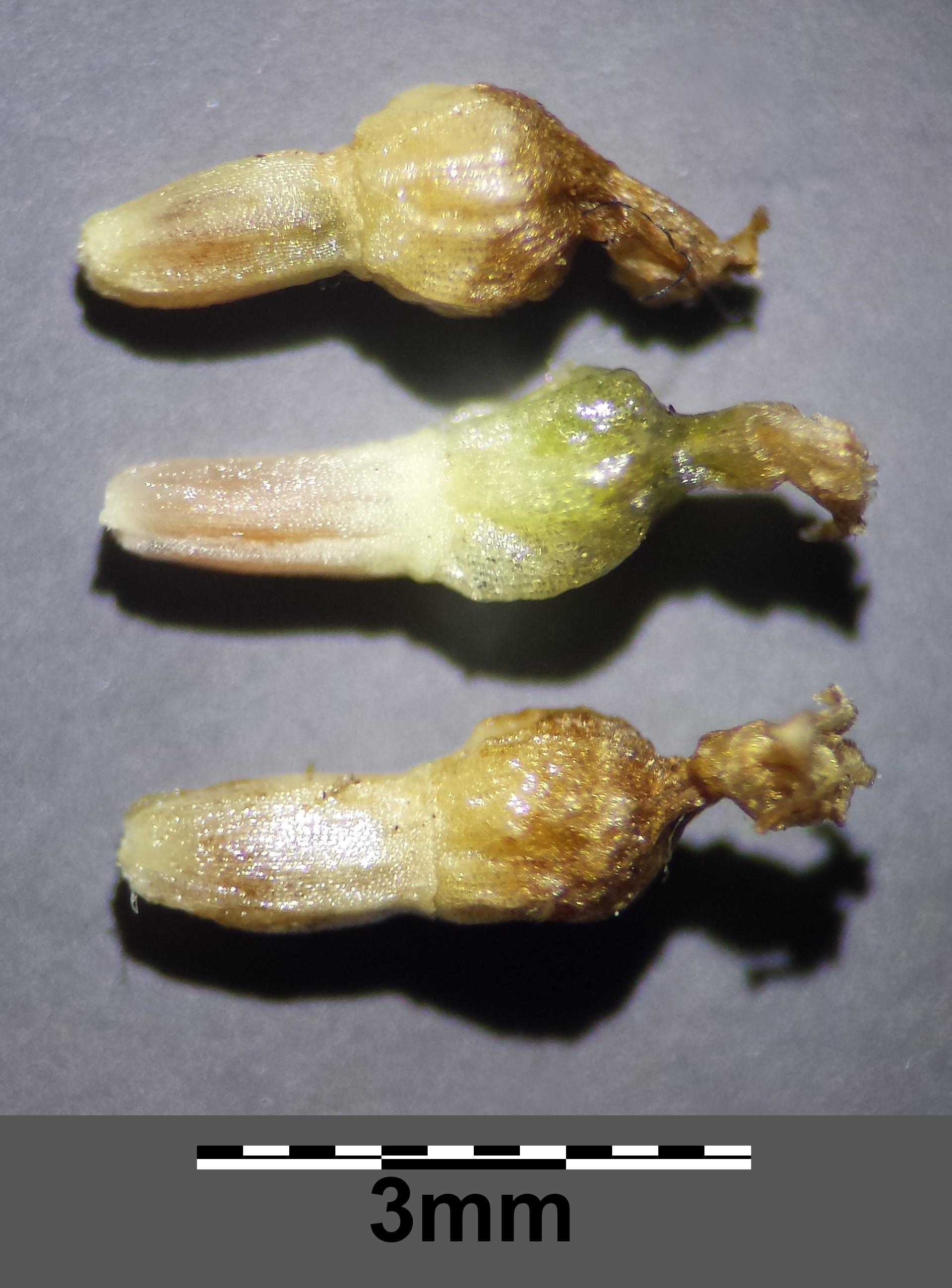
Die Achänen sind im Querschnitt rundlich und deutlich längsrippig.

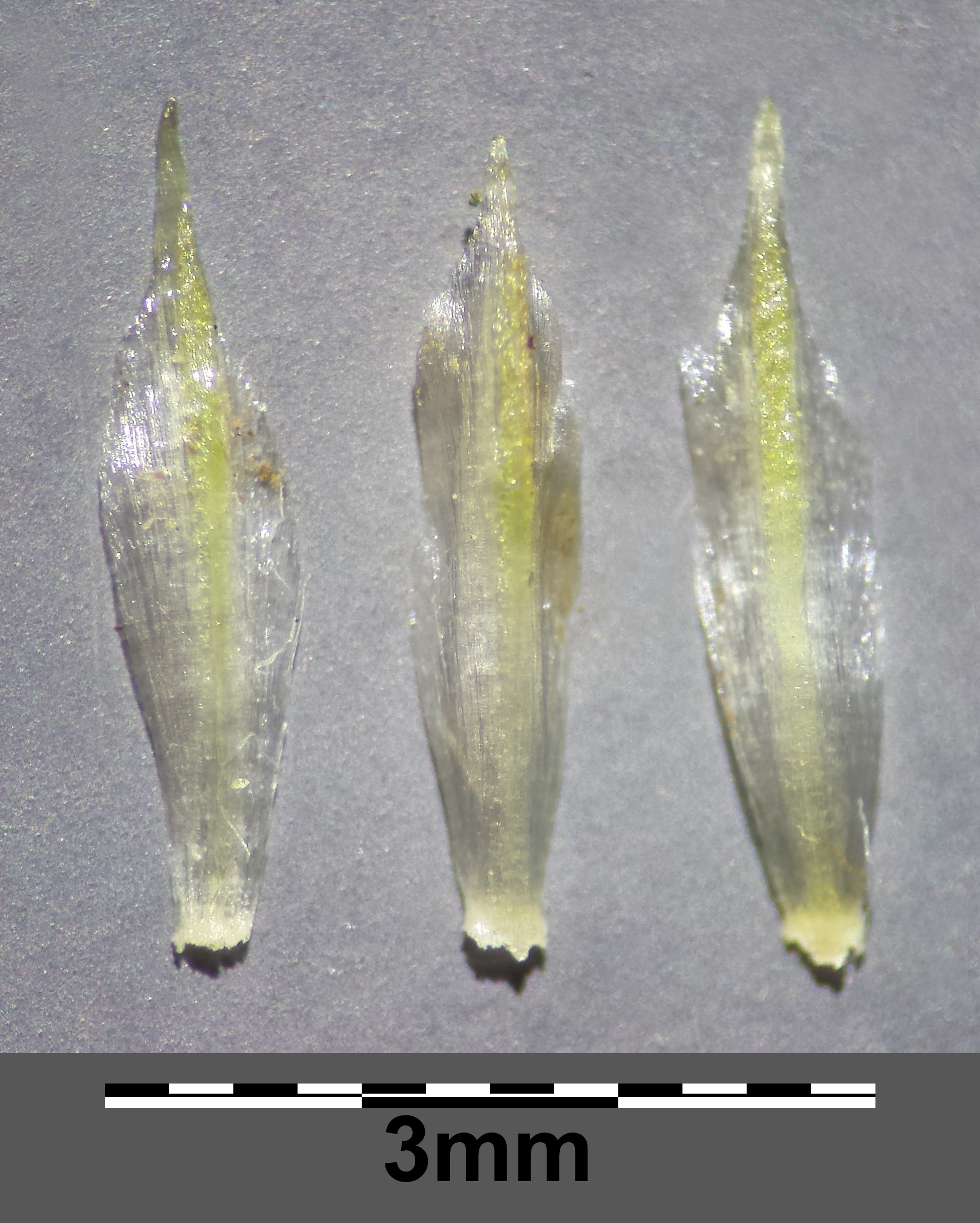
Die Spreublätter sind lanzettlich und allmählich zugespitzt.

Die Acker-Hundskamille wächst als ein- bis zweijährige krautige Pflanze, die Wuchshöhen zwischen 10 und 50 Zentimeter erreicht. Sie besitzt verzweigte, ausgebreitete oder aufrechte Stängel. Die wechselständigen Laubblätter sind mehrfach gefiedert und verströmen beim Zerreiben keinen charakteristischen Duft.
Die Blütezeit reicht in Deutschland sowie Österreich von Juni bis September. Der körbchenförmige Blütenstand weist einen Durchmesser von 2 bis 3 Zentimeter auf. Der Körbchenboden ist im Gegensatz zur Echten Kamille (Matricaria recutita) innen markig gefüllt. Die Hüllblätter sind oben ganzrandig oder etwas gezähnt. Der Blütenkorb enthält weiße Zungen- und gelbe Röhrenblüten.
Die Chromosomenzahl beträgt 2n = 18.

## Ökologie
Die Acker-Hundskamille ist ein  Ackerwildkraut, ein Archäophyt, ein Kulturbegleiter und ein Versauerungszeiger.
Es liegen Insektenbestäubung und Selbstbestäubung vor.
Die Acker-Hundskamille zeigt Verschiedenfrüchtigkeit, d. h. die Randblüten der Körbchen sind mit etwa 1 mg doppelt so schwer wie die zentralen Früchte. Die Früchte unterliegen als Klebhafter der Tierausbreitung, da ihre Höcker auf der Oberfläche einen Schleim absondern; außerdem erfolgt Menschenausbreitung mit Ackererde.

## Vorkommen
Als Standorte werden Äcker, Brachflächen und Wegränder, besonders auf kalkfreien, sauren Böden bevorzugt. Die Acker-Hundskamille ist überregional eine Art der Secalietea-Klasse; sie kommt oft in Gesellschaften des Verbands Aperion spicae-venti vor.
Diese Pflanzenart ist in ganz Europa häufig.

## Systematik
Man kann folgende Unterarten unterscheiden:
- Anthemis arvensis L. subsp. arvensis
- Anthemis arvensis subsp. acrochordona Briq. & Cavill.: Sie kommt in Frankreich, in Italien und in Sardinien vor.[3]
- Anthemis arvensis subsp. cyllenea (Halácsy) R. Fern.: Sie kommt in Griechenland vor.[3]
- Anthemis arvensis subsp. glabra (Rouy) Jeanm.: Sie kommt in Korsika vor.[3]
- Anthemis arvensis subsp. incrassata (Loisel.) Nyman: Sie kommt in Südeuropa vor.[3]
- Anthemis arvensis subsp. sphacelata (C. Presl) R. Fern.: Sie kommt in Italien und in Sizilien vor.[3]

## Trivialnamen
Für diese Art sind oder wurden, zum Teil nur regional, auch folgende weitere Trivialnamen verwendet: Butterblumen, Crotuntille (althochdeutsch), Dickkopp (Altmark), Härnelchen, Heangskrokt (Siebenbürgen), wilder Hermel (Schlesien), Hermeln, Hernlein, Hosennabelo (althochdeutsch), Hundsblume (Eifel Dreis), Hundschamille (Eifel), Hundsdille (mittelniederdeutsch), Hunenblomen (Münsterland), Hundskamellen (Unterweser), Kröttenkraut, Kühaugen, Kühdille (Schlesien), Lauchkolb (mittelhochdeutsch), Ochsinnabe (mittelniederdeutsch), Ochsinsnabel (althochdeutsch), Ochsnals, Rindsauge und Rotonabel.